# Kopčianske slanisko
Kopčianske slanisko je národní přírodní rezervace v chráněné krajinné oblasti Vihorlat. Nachází se v katastrálním území obce Zemplínske Kopčany v okrese Michalovce v Košickém kraji. Území bylo vyhlášeno či novelizováno v roce 1982 na rozloze 9,0477 ha. Je zde ojedinělý výskyt halofilních rostlin.
Ochranné pásmo nebylo stanoveno.